# الاستفتاء الدستوري الزيمبابوي 2013
تم عقد استفتاء دستورى في زيمبابوي يوم 16 مارس عام 2013، بعد أن تم تأجيله من سبتمبر 2011. وهو الموعد الذي تم تحدبدة عند تأجيل موعد الاستفتاء في 30 يونيو، 2011. وفي 13 فبراير 2013، أعلن أنه تم «مبدئياً» تحديد يوم 16 مارس لإجراء الاستفتاء الدستورى في زيمبابوي.

## خلفية
كان الرئيس روبرت موجابي قد صرح للأمم المتحدة أن الحكومة الجديدة التي تشكلت في فبراير 2009 " قد تبنت مناخ من السلام والاستقرار. وقد تم تنفيذ العديد من الإصلاحات السياسية في البلاد، حيث أنشأت الحكومة وأسست الهيئات الدستورية التي تم الإتفاق عليها في "الإتفاق السياسي العالمي". ونتيجة لذلك، كان هناك برنامج للتوعية الدستورية في زيمبابوي يجري العمل فيه؛ وعند اكتماله سيتم صياغة مسودة للدستور تمهيداً لإجراء إستفتاء عليه. وأعرب عن أمله أن يعقب ذلك إجراء لانتخابات برلمانية.